# Sandy Stuvik
Sandy Nicholas Stuvik (Phuket, 11 de abril de 1995) é um automobilista tailandês de origem norueguesa.

## Carreira

### GP3 Series
Em 2015, Tunjo fez sua estreia na GP3 Series pela equipe Status Grand Prix. Para a disputa da temporada de 2016, ele se transferiu para a Trident.